# Cédric Djeugoué
Cédric Djeugoué (Mankwa, 1992. augusztus 28. –) kameruni válogatott labdarúgó, jelenleg a Coton Sport hárvédje.